# Gruppo astronauti CSA 2

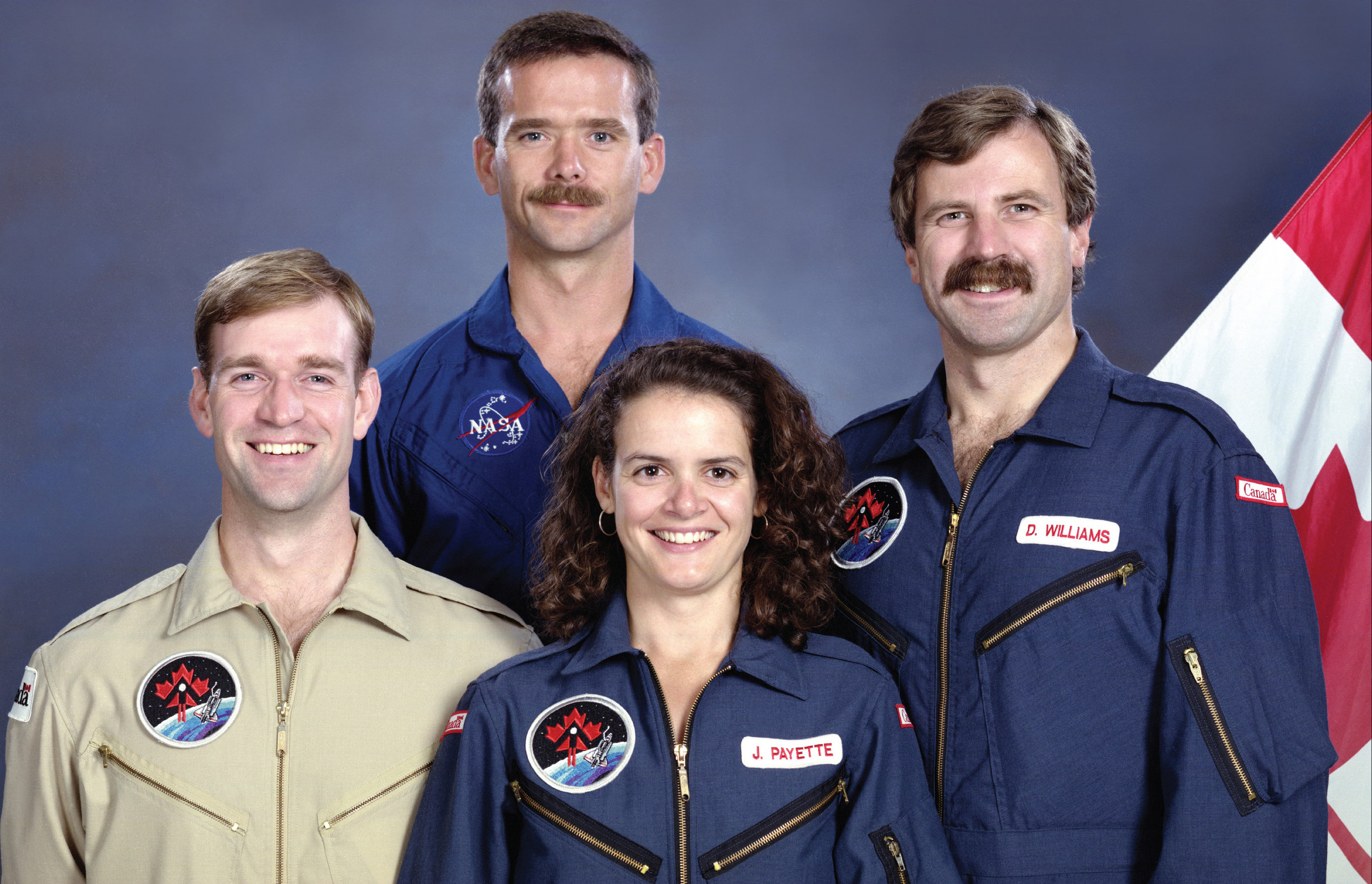
Da sinistra: Michael McKay, Chris Hadfield, Julie Payette e Dafydd Williams

Il Gruppo astronauti CSA 2 è un gruppo di astronauti selezionati dall'Agenzia spaziale canadese nel 1992.

## Storia
Nel 1992 l'Agenzia spaziale canadese annunciò l'intenzione di reclutare quattro nuovi astronauti; oltre 5000 candidati inviarono la propria candidatura. Il processo di selezione durò sei mesi.

## Lista degli astronauti
- Chris Hadfield

STS-74, Specialista di missione
STS-100, Specialista di missione
Sojuz TMA-07M, Ingegnere di volo
Expedition 34, Ingegnere di volo
Expedition 35, Comandante
- Michael McKay
- Julie Payette

STS-96, Specialista di missione
STS-127, Specialista di missione
- Dafydd Williams

STS-90, Specialista di missione
STS-118, Specialista di missione